# Campionato mondiale di scherma 1977
Il Campionato mondiale di scherma del 1977 si è svolto a Buenos Aires in Argentina.
Sono stati assegnati 2 titoli femminili e 6 titoli maschili:
- femminile
  - fioretto individuale
  - fioretto a squadre
- maschile
  - fioretto individuale
  - fioretto a squadre
  - sciabola individuale
  - sciabola a squadre
  - spada individuale
  - spada a squadre

## Risultati

### Uomini
| Evento                          | Oro                                                                                | Argento                                                                                         | Bronzo                                                                              |
| Spada                           |                                                                                    |                                                                                                 |                                                                                     |
| Spada individuale (dettagli)    | Johan Harmenberg                                                                   | Rolf Edling                                                                                     | Patrice Gaille                                                                      |
| Spada a squadre (dettagli)      | Svezia Johan Harmenberg Rolf Edling Leif Högström Hans Jacobson                    | Svizzera Daniel Giger Patrice Gaille Christian Kauter François Suchanecki                       | Unione Sovietica Boris Lukomskij Ašot Karagjan Leonid Dunaev Aleksandr Abušachmetov |
| Fioretto                        |                                                                                    |                                                                                                 |                                                                                     |
| Fioretto individuale (dettagli) | Aleksandr Roman'kov                                                                | Harald Hein                                                                                     | Carlo Montano                                                                       |
| Fioretto a squadre (dettagli)   | Germania Ovest Harald Hein Matthias Behr Thomas Bach Klaus Reichert                | Italia Andrea Borella Fabio Dal Zotto Giovanni Battista Coletti Carlo Montano Attilio Calatroni | Unione Sovietica Aleksandr Roman'kov Vladimir Smirnov Sabiržan Ruziev Sergej Isakov |
| Sciabola                        |                                                                                    |                                                                                                 |                                                                                     |
| Sciabola individuale (dettagli) | Pál Gerevich                                                                       | Vladimir Nazlymov                                                                               | Angelo Arcidiacono                                                                  |
| Sciabola a squadre (dettagli)   | Unione Sovietica Michail Burcev Vladimir Nazlymov Aleksandr Nikišin Viktor Baženov | Romania Dan Irimiciuc Cornel Marin Ioan Pop Alexandru Nilca                                     | Ungheria Imre Gedővári Pál Gerevich Ferenc Hammang Tamás Kovács                     |

### Donne
| Evento                          | Oro                                                                                       | Argento                                                                         | Bronzo                                                                                 |
| Fioretto                        |                                                                                           |                                                                                 |                                                                                        |
| Fioretto individuale (dettagli) | Valentina Sidorova                                                                        | Elena Novikova-Belova                                                           | Ildikó Schwarczenberger-Tordasi                                                        |
| Fioretto a squadre (dettagli)   | Unione Sovietica Ol'ga Knjazeva Valentina Sidorova Nailja Giljazova Elena Novikova-Belova | Germania Ovest Karin Rutz Ute Kircheiss-Wessel Brigitte Oertel Cornelia Hanisch | Romania Ecaterina Iencic-Stahl Suzana Ardeleanu Magdalena Bartoș Marcela Moldovan-Zsak |

## Medagliere
| Posizione | Nazione          |   |   |   | Totale |
| --------- | ---------------- | - | - | - | ------ |
| 1         | Unione Sovietica | 4 | 2 | 2 | 8      |
| 2         | Svezia           | 2 | 1 | 0 | 3      |
| 3         | Germania Ovest   | 1 | 2 | 0 | 3      |
| 4         | Ungheria         | 1 | 0 | 2 | 3      |
| 5         | Italia           | 0 | 1 | 2 | 3      |
| 6         | Romania          | 0 | 1 | 1 | 2      |
| 6         | Svizzera         | 0 | 1 | 1 | 2      |
| Totale    | Totale           | 8 | 8 | 8 | 24     |